# Anthocercis fasciculata
Anthocercis fasciculata är en potatisväxtart som beskrevs av Ferdinand von Mueller. Anthocercis fasciculata ingår i släktet Anthocercis och familjen potatisväxter. Inga underarter finns listade i Catalogue of Life.